# Heart of Lions
Der Heart of Lions Football Club Ltd. ist ein ghanaischer Fußballverein aus Kpandu auf der Ostseite des Volta-Stausees in der Volta-Region.  
In der Saison 2009/10 wurde in der Ghana Premier League Platz vier belegt. Dem aktuellen Kader 2010 gehört der ghanaische Nationalspieler Stephen Ahorlu an, der auch für Ghanas Team bei der WM 2010 aufgeboten wurde.
Frühere bekannte Spieler sind Dominic Adiyiah, John Boye, Haminu Dramani, Samuel Yeboah und der Togolese Komlan Amewou.
2005 zog der Club aus finanziellen Gründen vor der ersten Runde aus dem CAF Confederation Cup zurück, woraufhin durch die CAF eine Sperre für drei Jahre ausgesprochen wurde.